# Laxton's pearmain
Laxton's pearmain eller Laxtons parmän är en äppelsort vars ursprung är Bedford, England, och äpplet är resultatet av en korsning mellan Cox Orange och Wyken Pipping. Sortens namn i Sverige är Laxton Parmän. Äpplet har funnits på marknaden sedan 1922. Laxton's pearmain är ett medelstort äpple och dess skal är närmast rött och grönt. Köttet som har en svag arom är sött, och Laxton's pearmain mognar omkring januari. Äpplet som pollineras av Laxton's pearmain är Cox Orange, Ingrid Marie och James Grieve. I Sverige odlas Laxton's pearmain gynnsammast i zon 1-3. Sorten började säljas i Sverige år 1941 av Ramlösa Plantskola.